# Carsten Gerlitz
Carsten Gerlitz (* 1966 in Berlin) ist deutscher Musiker, Arrangeur, Verleger, Komponist und Chorleiter.

## Leben
Carsten Gerlitz studierte an der HdK Berlin Musik und an der FU Informatik. Seine musikalische Ausbildung am Klavier und in Arrangement und Komposition erhielt er unter anderem bei Clemens Kühn, Hartmut Fladt und Heinrich Riethmüller.
Er arbeitet als Musiker, Arrangeur, Verleger, Texter, Komponist und Autor. Bekannt ist er vor allem für seine zahlreichen Klavier- und Chorarrangements. Er war mehrfach Musical Director bei Sat.1, dem ZDF und RTL. Zudem arbeitete er als musikalischer Leiter am Berliner Schlosspark Theater, der Berliner Tribüne, der Stuttgarter Komödie im Marquardt, Nationaltheater Mannheim, Maag Halle Zürich, Theater Bonn, St. Pauli Theater in Hamburg und arrangierte und leitete die Palazzo-Shows in Wien, Berlin, München, Nürnberg und Stuttgart. In Zusammenarbeit mit der Stage Entertainment war er mehrfach in Musical-Projekte involviert. Er arrangierte und komponierte die Musik zu dem Bühnenerfolg „Heiße Zeiten“. Für die Fortsetzungen „Höchste Zeit“, „Himmlischen Zeiten“ und "Weisse Zeiten" schrieb er auch die Liedtexte. 2011 bekam er einen Kompositionsauftrag für die Niedersächsischen Musiktage. Gerlitz wirkte im 2010 bei der Sat.1-Produktion „Rock statt Rente! – Das Beste kommt zum Schluss“ als Chorleiter mit. Für den Carlsen Verlag vertonte er die Abenteuer von „Conni“ (drei Bände, Buch inkl. CD). Im eigenen Verlag Greenlandmusic erschienen verschiedene Chorpublikationen. 
Carsten Gerlitz arrangierte für Max Raabe und das Palast Orchester, Reinhard Mey, Ute Lemper, Ralph Siegel, Pepe Lienhard, Voxxclub, Ernie und Bert von der Sesamstraße und regelmäßig für das NDR-Sinfonieorchester, das MDR-Sinfonieorchester, den MDR-Kinderchor und das Athesinus Consort Berlin. Er ist zudem regelmäßig als Dozent für Chorleitung aktiv und filmt und produziert Musikvideos.
Mit seinem Chor „The Happy Disharmonists“, den er seit 1985 (seit Gründung) leitet, erhielt Carsten Gerlitz den Berliner Kulturpreis Bonzo (1995) und veröffentlichte mehrere CDs.
Seine Publikation Pop Ballads erhielt den Preis „Best Edition“ Deutscher Musikeditionspreis des Deutschen Musikverleger-Verbandes.

## Werke (Auswahl)

### Bücher
- Just Sing It! Ideen zur Popchorleitung, Helbling Verlag
- Popchor, fast 1001 Tipps zur Chorleitung, Helbling Verlag
- Modern Bar Piano, inkl. CD, Schottverlag
- Arrangieren und Instrumentieren. Barock bis Pop, Bärenreiter Studienbücher
- Das neue Arrangierbuch, KDM/Alfred Verlag
- Harddiscrecording, KDM/Alfred Verlag

### Klavier (Auswahl)
- Schott Piano Lounge, 24 Bände inkl. CD
- Schott Piano Playlist, 4 Bände inkl. CD
- Schott Vocal Lounge, 4 Bände inkl. CD
- Pop Piano Playlist, 4 Bände inkl. CD
- Pop for Two, einfache Stücke für 4 Hände, Schott Verlag
- Reinhard Mey auf dem Klavier, Arrangements, Edition RM
- Wise Guys Noten für Klavier, 2 Bände, Wise Guys Verlag
- Easy Hits for Kids, div. Bände, Alfred Verlag

### Chor (Auswahl)
- Just Sing It! für SSATB, Helbling Verlag
- Alles das kann nur Musik, SSATB, SSAA
- Easy Pop Chor, diverse Bände, SAB und Piano, Helbling Verlag
- Reinhard Mey für Chor, Helbling Verlag
- Sting for choir, Tonos Verlag
- Supertramp for choir, Helling Verlag
- Rainhard Fendrich für Chor, Helbling Verlag
- Männersachen, Arrangements von Roger Cicero für Männerchor, Peer Verlag
- Peter und der Wolf, Arrangement für Chor, Sikorski Verlag
- Choirbook, diverse Bände (Movie, Gospel, Celtic, Christmas, Lullaby, Woman, Folk), Greenlandmusic/Schott Verlag
- Chor exclusiv, diverse Bände, Alfred Verlag
- Chor einmal anders, Band 1–3, Firmament Verlag
- Gesalbtes zur Nacht, Vertonungen für SATB von Texten von Robert Gernhardt, Gelber Hund Verlag
- Comedian Harmonists, Originalarrangements für SATB und Klavier, KDM/Alfred
- Trickfilmhits a-cappella, Disney für SATB, Helbling
- Gernhardts Gesänge, Vertonungen für gem. Chor a cappella nach Texten von Robert Gernhardt, Bosse
- Rainer Maria Rilke, Drei Gedichte für vierstimmig gemischten Chor, Peer
- Stufen, Vertonung eines Hesse-Gedichtes für gem. Chor, Peer
- Musik ist Trumpf, div. Arrangements, Helbling Verlag
- Love & Choir, div. Arrangements, Helbling Verlag
- So ein Kuss kommt von allein, div. Arrangements, Helbling Verlag
- Singing Explosion, Les Humphries für Chor, Sikorski Verlag
- Pop Ballads, div. Arrangements, Schott Verlag
- Volkslieder Remixed, div. Arrangements, Schott Verlag
- Kabinettstückchen, div. Arrangements, Tonos Verlag
- Wer hat an der Uhr gedreht, div. Arrangements, Tonos Verlag
- Carbonara, div. Arrangements, Helbling Verlag
- 4 tierisch gute Mini-Opern, Gelber Hund Verlag
- Die Ärzte für Chor, Bosworth

- diverse Einzelausgaben (Auswahl):
  - Rinderwahn, Meisel Verlag
  - Mann, komm zum Chor! Helbling
  - Thank You For The Music, Wildt’s Musikverlag
  - Super Trouper, Wildt’s Musikverlag
  - Die Königskinder, Greenlandmusic
  - Can you feel the Love tonight, Helbling
  - Portsmouth, Helbling
  - Royals, Helbling
  - Time after Time, Helbling
  - Everglow, Helbling
  - Perfect, Helbling
  - Dancing Queen, Bosworth
  - In My Life, Bosworth
  - Let It Be, Bosworth

### Tonträger (Auswahl)
- Conni macht Musik, Carlsen Verlag (Buch mit CD)
- Conni kommt in die Schule, Carlsen Verlag (Buch mit CD)
- Conny feiert Weihnachten, Carlsen Verlag (Buch mit CD)
- Peter und der Wolf, The Happy Disharmonists, Greenlandmusic
- Herrig meets Hölzel, mit Axel Herrig, Greenlandmusic
- Hardchor, The Happy Disharmonists, Greenlandmusic
- Jazzissimo, The Happy Disharmonists, Meisel
- A Day In The Life, mit den THREE GEES, Greenlandmusic (Vinyl/CD)